# Volonne
Volonne est une commune française, située dans le département des Alpes-de-Haute-Provence en région Provence-Alpes-Côte d'Azur.
Le nom des habitants de Volonne est Volonnais,.

## Géographie
Le village est situé à 440 m d'altitude.

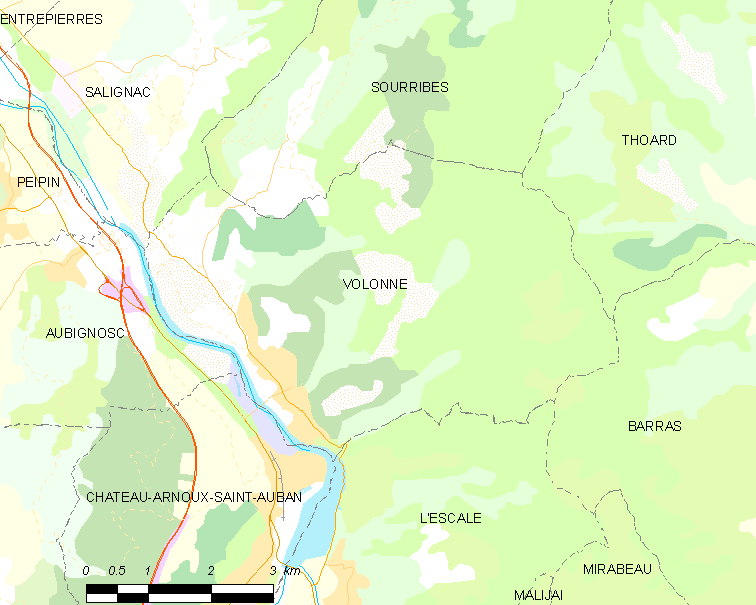
Volonne et les communes voisines (Cliquez sur la carte pour accéder à une grande carte avec la légende).

Les communes limitrophes de Volonne sont Sourribes, Thoard, Barras, L'Escale, Château-Arnoux-Saint-Auban, Aubignosc et Salignac.

### Géologie

Massif des Alpes et localisation des Préalpes de Digne

Le territoire se situe en limite est des Baronnies orientales, sur des formations calcaires provençales du Jurassique supérieur et du Crétacé inférieur (roches sédimentaires issues d'un ancien océan alpin), entre trois formations géologiques majeures des Alpes :
- la nappe de Digne à l'est[5], au niveau du lobe de Valavoire[6] : il s'agit d'une nappe de charriage, c'est-à-dire d'une dalle épaisse de près de 5 000 m qui s'est déplacée vers le sud-ouest durant l'Oligocène et la fin de la formation des Alpes. Les lobes (ou écaille) correspondent à la bordure découpée à l'ouest de la nappe ;
- la faille de la Durance au sud ouest, dans la vallée ;
- le Plateau de Valensole au sud-est : bassin molassique du Miocène et du Pliocène composé de roches sédimentaires détritiques (dépôts liés à l'érosion des montagnes apparues à l'Oligocène).

### Hydrographie
Volonne est traversée par la rivière Le Vanson (ou Le Vançon) en provenance de Sourribes et se jette dans la Durance.
La Durance borde la commune à l'ouest. C'est une rivière dite « capricieuse » et autrefois redoutée pour ses crues (elle était appelée le 3e fléau de la Provence) aussi bien que pour ses étiages, la Durance est une rivière à la fois alpine et méditerranéenne à la morphologie bien particulière.

### Climat
Pour des articles plus généraux, voir Climat de Provence-Alpes-Côte d'Azur et Climat des Alpes-de-Haute-Provence.
En 2010, le climat de la commune est de type climat méditerranéen altéré, selon une étude du Centre national de la recherche scientifique s'appuyant sur une série de données couvrant la période 1971-2000. En 2020, Météo-France publie une typologie des climats de la France métropolitaine dans laquelle la commune est exposée à un climat de montagne ou de marges de montagne et est dans la région climatique Alpes du sud, caractérisée par une pluviométrie annuelle de 850 à 1 000 mm, minimale en été.
Pour la période 1971-2000, la température annuelle moyenne est de 11,9 °C, avec une amplitude thermique annuelle de 18 °C. Le cumul annuel moyen de précipitations est de 819 mm, avec 6,4 jours de précipitations en janvier et 4,3 jours en juillet. Pour la période 1991-2020, la température moyenne annuelle observée sur la station météorologique de Météo-France la plus proche, « Saint-Auban », sur la commune de Château-Arnoux-Saint-Auban à 2 km à vol d'oiseau, est de 13,4 °C et le cumul annuel moyen de précipitations est de 714,2 mm. 
La température maximale relevée sur cette station est de 42,2 °C, atteinte le 28 juin 2019 ; la température minimale est de −13,4 °C, atteinte le 10 janvier 1985,,.
Les paramètres climatiques de la commune ont été estimés pour le milieu du siècle (2041-2070) selon différents scénarios d'émission de gaz à effet de serre à partir des nouvelles projections climatiques de référence DRIAS-2020. Ils sont consultables sur un site dédié publié par Météo-France en novembre 2022.

### Environnement

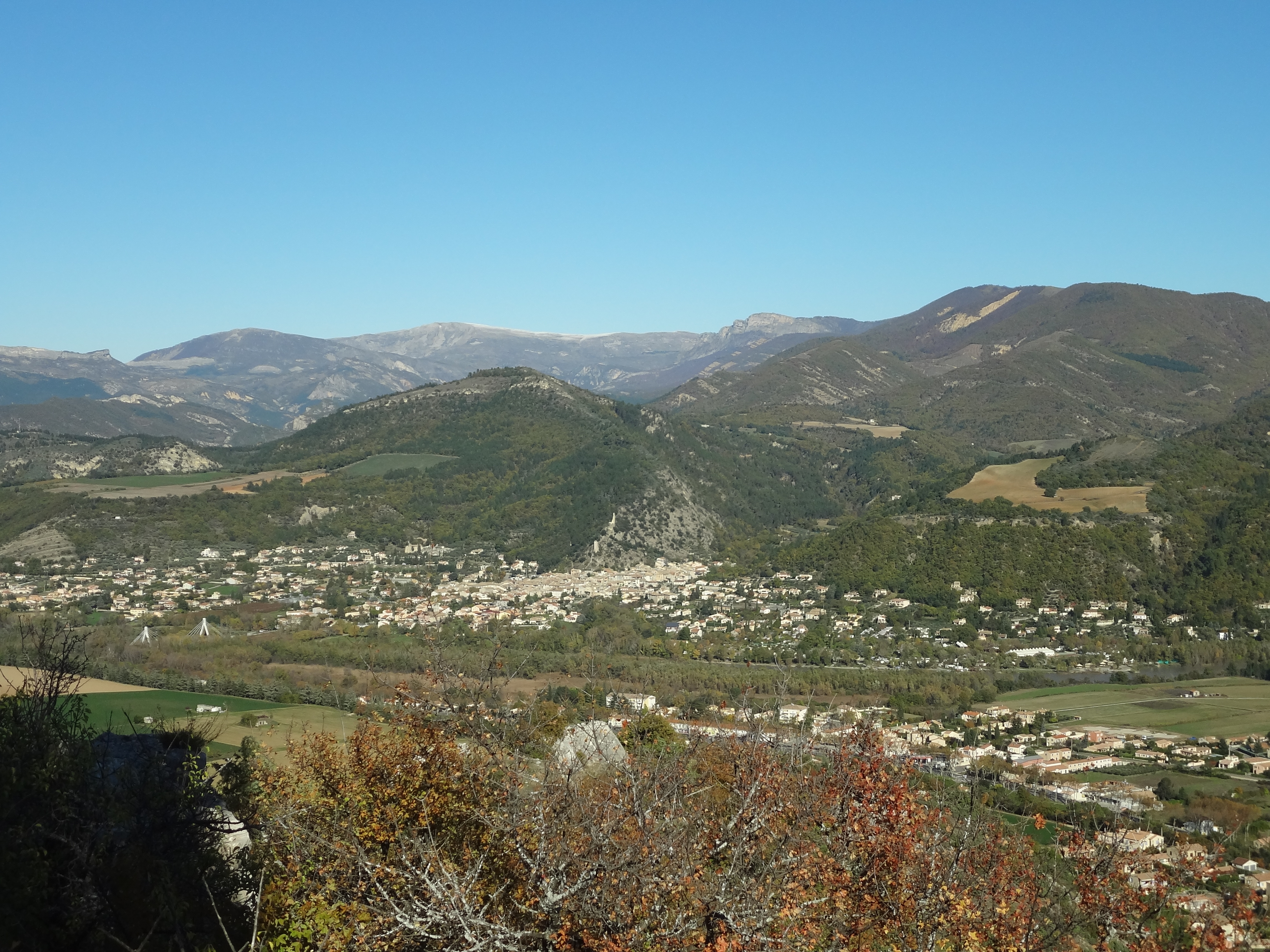
Village de Volonne, au pied de la colline de Tigne (794 m).

La commune compte 1 230 ha de bois et forêts, soit 46 % de sa superficie.

### Transports
Volonne est desservie par la route départementale RD 4. Elle est reliée à la route nationale 85 via la route départementale RD 404 (et le pont de Volonne sur la Durance). La commune est à proximité d’un échangeur de l'autoroute A51 Val de Durance (sortie 21 à Aubignosc).
Gares SNCF à Château-Arnoux-Saint-Auban à 5,7 km et Sisteron à 10,4 km, toutes les deux sur la Lyon-Marseille (via Grenoble).
Distance des grandes villes françaises
L'orientation et la localisation de Volonne par rapport à quelques grandes villes françaises sont données dans le tableau suivant. Distance à vol d'oiseau :
| Ville                | Marseille  | Nice         | Montpellier  | Lyon       | Toulouse   | Strasbourg   | Bordeaux   | Paris      | Nantes       | Rennes       | Lille      |
| Distance Orientation | 104 km (S) | 110 km (S-E) | 180 km (S-O) | 205 km (N) | 371 km (O) | 515 km (N-E) | 531 km (O) | 600 km (N) | 685 km (N-O) | 741 km (N-0) | 759 km (N) |

### Risques naturels et technologiques
Aucune des 200 communes du département n'est en zone de risque sismique nul. Le canton de Volonne est en zone 1b (sismicité faible) selon la classification déterministe de 1991, basée sur les séismes historiques, et en zone 4 (risque moyen) selon la classification probabiliste EC8 de 2011. La commune de Volonne est également exposée à trois autres risques naturels :
- feu de forêt ;
- inondation (dans les vallées de la Durance et du Vançon (qui emporte un pont en 1905)) ;
- mouvement de terrain : une grande partie de la commune est concernée par un aléa moyen à fort[19].

La commune de Volonne est de plus exposée à deux risques d’origine technologique :
- le risque industriel, du fait de la proximité de l’usine Arkema de Saint-Auban, classée Seveso seuil haut[21]. La commune est incluse dans le périmètre du plan particulier d'intervention de l’usine[20] ;
- le risque de rupture de barrage[22]. En cas de rupture du barrage de Serre-Ponçon, toute la vallée de la Durance serait menacée par l’onde de submersion. Volonne fait partie de la zone d’inondation spécifique (supérieure à la crue maximale de la Durance)[23]. L’onde de submersion mettrait un peu plus de deux heures et demie à entrer dans la commune de Volonne, et continuerait à monter encore pendant deux heures avant que la décrue commence. À l’entrée de la commune, le niveau des eaux atteindrait la cote NGF 469 m, soit une hauteur d’eau de plus de 30 mètres. Cette hauteur d’eau suffirait à recouvrir la plus grande partie de la surface bâtie de la commune[24].

Le plan des surfaces submersibles a été approuvé en 1961 ; un plan de prévention des risques naturels prévisibles (PPR) de la commune a été prescrit en 2004 pour les risques d’inondation, de mouvement de terrain et de séisme, sans avoir été réalisé (en 2008) ; le Dicrim existe depuis 2009.
La commune a été l’objet de deux arrêtés de catastrophe naturelle pour des inondations et des coulées de boue, la même année, en 1994 (en janvier et septembre). Si l’on se réfère à l’échelle MSK, un seul tremblement de terre a été fortement ressenti à Volonne, celui du 19 mai 1866, dont l’épicentre était situé à Laragne-Montéglin. L’intensité ressentie dans la commune a été de VI et demi (causant des dommages aux bâtiments). Le séisme du 9 juin 1938, plus faible (intensité de IV, ressentie par les humains mais sans dégâts), avait son épicentre dans la commune,.

### Toponymie
Le nom du village, tel qu’il apparaît la première fois en 1030 (Ysnardus de Volona), auparavant 'Volumna, est issu du nom de personne romain Volumnius,,.
Le nom du hameau de Taravon est issu d’une racine oronymique (servant à décrire un relief) Tar-. Ce nom est passé au ruisseau qui traverse le village.

## Urbanisme

### Typologie
Au 1er janvier 2024, Volonne est catégorisée petite ville, selon la nouvelle grille communale de densité à 7 niveaux définie par l'Insee en 2022.
Elle appartient à l'unité urbaine de Château-Arnoux-Saint-Auban, une agglomération intra-départementale dont elle est une commune de la banlieue,. Par ailleurs la commune fait partie de l'aire d'attraction de Château-Arnoux-Saint-Auban, dont elle est une commune du pôle principal,. Cette aire, qui regroupe 4 communes, est catégorisée dans les aires de moins de 50 000 habitants,.

### Occupation des sols
L'occupation des sols de la commune, telle qu'elle ressort de la base de données européenne d’occupation biophysique des sols Corine Land Cover (CLC), est marquée par l'importance des forêts et milieux semi-naturels (74,6 % en 2018), une proportion sensiblement équivalente à celle de 1990 (74,7 %). La répartition détaillée en 2018 est la suivante : 
forêts (56,7 %), milieux à végétation arbustive et/ou herbacée (16,6 %), zones agricoles hétérogènes (15,7 %), zones urbanisées (4 %), cultures permanentes (3,5 %), espaces ouverts, sans ou avec peu de végétation (1,3 %), eaux continentales (1,2 %), prairies (1 %).
L'évolution de l’occupation des sols de la commune et de ses infrastructures peut être observée sur les différentes représentations cartographiques du territoire : la carte de Cassini (XVIIIe siècle), la carte d'état-major (1820-1866) et les cartes ou photos aériennes de l'IGN pour la période actuelle (1950 à aujourd'hui).

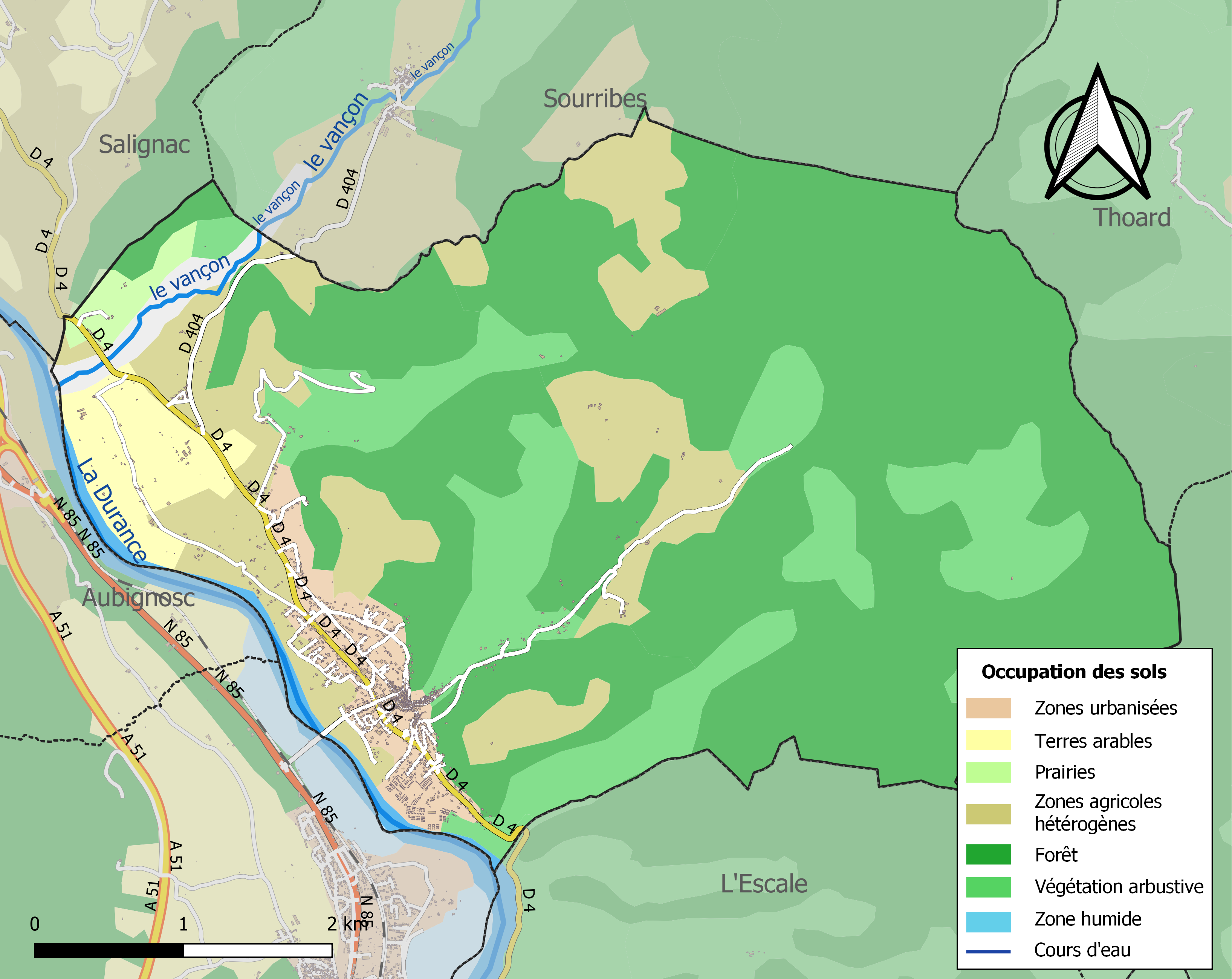
Carte de l'occupation des sols de la commune en 2018 (CLC).

### Logement
Volonne comptait 943 logements en 2007 (783 en 1999). Les résidences sont de constructions assez anciennes : en 2007 35,3 % des résidences principales dataient d'avant 1949 et 25 % achevées entre 1949 et 1974.
Les résidences principales représentent 742 logements, soit 78,7 % du parc, réparties à 81,4 % en maisons individuelles (86,5 % en 1999) et à 17,8 % en appartements (respectivement 56,1 % et 42,4 % en France métropolitaine). Les propriétaires de leurs logements constituent 66 % des habitants, contre 30 % qui sont locataires (respectivement 57,4 % et 39,8 % en France métropolitaine).

### Plan d'aménagement
Depuis la séance du conseil municipal du 25 septembre 2009, un plan local d'urbanisme (PLU) a été mis en place conformément à l'article R123-1 du code de l'urbanisme. L'élaboration du PLU de Volonne durera au moins deux ans à partir de la prescription par le conseil municipal. Il nécessite des études approfondies pour évaluer les hypothèses à retenir afin de définir les choix d'orientations stratégiques pour le territoire de Volonne. Ces choix engageront l'avenir de la commune sur une durée minimale de dix ans.

## Histoire

### Antiquité
Dans l’Antiquité, les Sogiontiques (Sogiontii) peuplaient les deux rives du cours de la Durance en aval de Sisteron, donc l’actuelle Volonne était peuplée par les Sogiontiques. Les Bodiontiques vivaient plus à l’intérieur, et occupaient peut-être la partie plus haute du territoire de la commune. Les Sogiontiques sont fédérés aux Voconces, et après la conquête romaine, ils sont rattachés avec eux à la province romaine de Narbonnaise. Les Bodiontiques, qui sont vaincus par Auguste en même temps que les autres peuples présents sur le Trophée des Alpes (avant 14 av. J.-C.), sont eux rattachés à la province des Alpes-Maritimes. Au IIe siècle, les Sogiontiques sont détachés des Voconces et forment une civitas distincte, avec pour capitale Segustero (Sisteron), au sein de la Narbonnaise seconde.
Une agglomération gallo-romaine a existé au moins jusqu’au début du VIe siècle.

### Moyen Âge

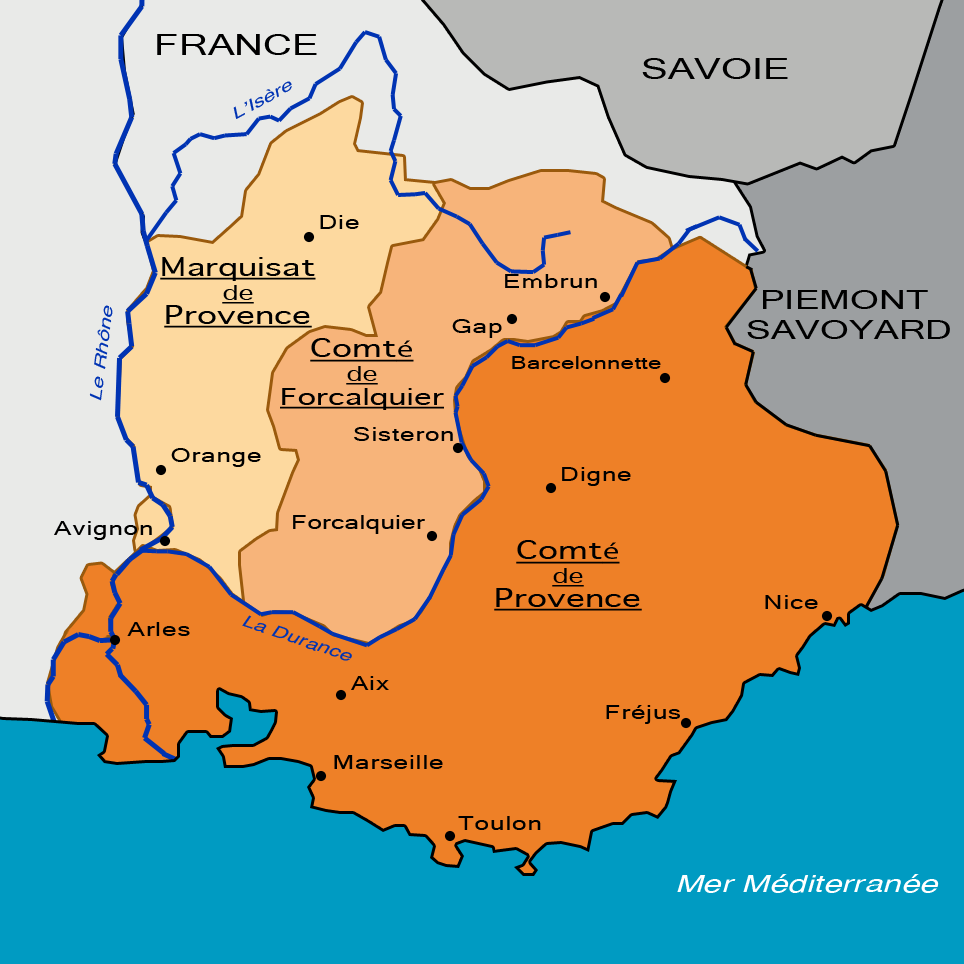
En 1125, le territoire fait partie du comté de Provence.

Le nom de la localité apparaît pour la première fois dans les chartes vers 930. Le fief, important, est confié aux Mison-Dromon en 1023 par l’évêque de Gap.
L'église Saint-Jean de Taravon est fondée à l'époque carolingienne (IXe – Xe siècles). Au Moyen Âge, l’abbaye de Chardavon (actuellement dans la commune de Saint-Geniez) possédait l’église Saint-Martin de Cornillon, qui relevait auparavant de l’abbaye Saint-Victor de Marseille. Elle percevait les revenus attachés à cette église ainsi que ceux de la chapelle Saint-Jean de Taravon. Enfin, la chapelle Sainte-Madeleine relevait de l’abbaye de Vilhosc. La communauté, mentionnée comme organisée à partir de 1292, relevait de la baillie de Sisteron.
Au début du XIIe siècle, le seigneur construit une tour ; l’habitat se regroupe sur l’éperon rocheux, près de la tour, à la fin du siècle.
Le fief de Volonne est rattaché à la vicomté de Reillanne en 1379 ; il appartenait aux Baux, puis aux d’Agoult (XIVe et XVe siècles, puis aux Valavoire au XVIe siècle et enfin aux Maurel du XVIIe siècle à la Révolution. Ces seigneurs prélevaient un péage sur la route longeant la Durance et reliant Sisteron à Digne.
La communauté de Châteauneuf, qui comptait neuf feux au dénombrement de 1315, disparaît au XIVe siècle puis est annexée par celle de Volonne au XVe siècle.
À la fin du Moyen Âge, l’habitat commence de descendre au pied de l’éperon.

### Époque moderne
La ville est prise, pillée et incendiée à la fin des guerres de religion, en 1594.
Les siècles suivant furent ceux des constructions. Début du XVIe siècle, la Tour de l'horloge est bâtie, en 1609 construction du château de Volonne et première moitié du XVIIe siècle, création de l'aqueduc. À cette époque, le village s’étend dans la plaine.

### Époque contemporaine
La société patriotique de la commune fait partie des 21 premières créées dans les Basses-Alpes, avant juin 1792, les femmes y étaient admises.
En 1851, à la suite du coup d'État du 2 décembre de Louis-Napoléon Bonaparte, les pays de Sisteron, Forcalquier, Manosque développent une résistance pour défendre la République : 15 000 hommes en armes sont mobilisés. Les résistants prennent le contrôle de la préfecture à Digne, et forment un « Comité départemental de résistance ». L'armée, ralliée à Napoléon III, vient à bout de ce mouvement en le réprimant dans la violence.
Après l’échec de l’insurrection, une sévère répression poursuit ceux qui se sont levés pour défendre la République : 26 habitants de Volonne sont traduits devant la commission mixte, la majorité étant condamnés à la déportation en Algérie.
Comme de nombreuses communes du département, Volonne se dote d’une école bien avant les lois Jules Ferry : en 1863, elle en possède déjà une qui dispense une instruction primaire aux garçons, au chef-lieu. La même instruction est donnée aux filles, la loi Falloux (1851) imposant l’ouverture d’une école de filles aux communes de plus de 800 habitants.
En 1885, la commune est touchée par une épidémie de choléra infantile qui cause la mort de douze enfants,.
En 1905, le Vançon entre en crue et ses flots détruisent un pont. Comme toute la France, la commune compte des hommes morts au front durant la Première Guerre mondiale. Elle subit également un long exode rural, de 1836 à 1931, perdant plus de la moitié de sa population.
Durant la Seconde Guerre mondiale, le département est occupé par l'Italie en 1942 - 1943, puis par l'Allemagne nazie jusqu'en août 1944. À cette date, la ville de Sisteron est bombardée par les alliés dans le cadre du débarquement de Provence. Sisteron et Digne sont libérées le 19.
À partir des années 1930, mais surtout dans les années 1970 et 1990, Volonne connait une forte croissance démographique. L'agriculture reste présente et se labellise (AOC). Une carrière prélevait annuellement 12 000 m3 de granulats dans le lit du Vançon, à proximité du confluent avec la Durance.

## Politique et administration

### Administration municipale
De par sa taille, la commune dispose d'un conseil municipal de 19 membres (article L2121-2 du Code général des collectivités territoriales). Lors du scrutin de 2008 il y deux tours (tous les conseillers ont été élus au second tour) Jacques Bonte a été réélu conseiller municipal au second tour avec le second total de 473 voix soit 44,16 % des suffrages exprimés. La participation a été de 86,58 % . il a ensuite été nommé maire par le conseil municipal.

### Liste des maires
L'élection du maire est la grande innovation de la Révolution de 1789. De 1790 à 1795, les maires sont élus au suffrage censitaire pour 2 ans. De 1795 à 1800, il n’y a pas de maires, la commune se contente de désigner un agent municipal qui est délégué à la municipalité de canton.
En 1799-1800, le Consulat revient sur l'élection des maires, qui sont désormais nommés par le pouvoir central. Ce système est conservé par les régimes suivants, à l'exception de la Deuxième République (1848-1851). Après avoir conservé le système autoritaire, la Troisième République libéralise par la loi du 5 avril 1884 l'administration des communes : le conseil municipal, élu au suffrage universel, élit le maire en son sein.
| Période                                  | Période                    | Identité                | Étiquette      | Qualité |
| ---------------------------------------- | -------------------------- | ----------------------- | -------------- | --- |
| Les données manquantes sont à compléter. |                            |                         |                | |
| 1792                                     | 1795                       | Jérôme Mégy             |                | |
|                                          |                            |                         |                | |
| 1806                                     | 1810                       | Joseph Charles Richaud  |                | |
| 25 juillet 1849                          | 11 mai 1850                | Jean Joseph Pons Béraud |                | révoqué par arrêté préfectoral pour avoir assisté à un banquet républicain                                                                                                   |
| 1870                                     | 1870                       | André Jacques Paulon    |                | |
|                                          |                            |                         |                | |
| mai 1945                                 | 1950                       | Auguste Julien          |                | |
|                                          |                            |                         |                | |
| 1971                                     | 1977                       | Jean Mansuy             |                | |
| 1977                                     | 1983                       | François BOURDET        | DVD            | |
| mars 1983                                | 2001                       | Jacques MANSUY          | PRG            | |
| mars 2001                                | 2014                       | Jacques Bonte           | UMP,           | |
| avril 2014                               | En cours (au 18 août 2021) | Sandrine Cosserat       | EELV puis LREM | Chef d'entreprise Conseillère départementale (2015-2021) Vice-présidente de la communauté de communes de la Moyenne Durance (2014-2017) puis de Provence-Alpes Agglomération |

### Intercommunalité
Volonne fait partie :
- de 2001 à 2017, de la Communauté de communes de la Moyenne Durance ;
- depuis le 1er janvier 2017, de la communauté d'agglomération Provence-Alpes.

### Environnement
La commune dépend du syndicat mixte intercommunal de ramassage et de traitement des ordures ménagères (SMIRTOM) du canton de Volonne. Le SMIRTOM gère la collecte des ordures ménagères, les colonnes de tri sélectif (cinq à Volonne) et la déchèterie de Château-Arnoux-Saint-Auban.

### Instances administratives et judiciaires
Volonne est une des neuf communes de l'ancien canton de Volonne qui totalisait 11 886 habitants en 2012. Le canton a fait partie de l’arrondissement de Sisteron du 17 février 1800 au 10 septembre 1926, date de son rattachement à l'arrondissement de Forcalquier et de la deuxième circonscription des Alpes-de-Haute-Provence. Volonne était chef-lieu de canton de 1793 à 2015 ; à la suite du redécoupage des cantons du département, la commune est rattachée au canton de Château-Arnoux-Saint-Auban.
Volonne fait partie des juridictions d’instance de Forcalquier, de la prud'hommale de Manosque, et de grande instance de Digne-les-Bains.

### Fiscalité locale
| Taxe                                        | Part communale | Part intercommunale | Part départementale | Part régionale |
| ------------------------------------------- | -------------- | ------------------- | ------------------- | -------------- |
| Taxe d'habitation                           | 6,24 %         | 0,00 %              | 5,53 %              | 0,00 %         |
| Taxe foncière sur les propriétés bâties     | 18,34 %        | 0,00 %              | 14,49 %             | 2,36 %         |
| Taxe foncière sur les propriétés non bâties | 66,37 %        | 0,00 %              | 47,16 %             | 8,85 %         |
| Taxe professionnelle                        | 0,00 %         | 13,47 %             | 10,80 %             | 3,84 %         |

La part régionale de la taxe d'habitation n'est pas applicable.
La taxe professionnelle est remplacée en 2010 par la cotisation foncière des entreprises (CFE) portant sur la valeur locative des biens immobiliers et par la contribution sur la valeur ajoutée des entreprises (CVAE) (les deux formant la contribution économique territoriale (CET) qui est un impôt local instauré par la loi de finances pour 2010).

## Population et société

### Démographie
L'évolution du nombre d'habitants est connue à travers les recensements de la population effectués dans la commune depuis 1765. Pour les communes de moins de 10 000 habitants, une enquête de recensement portant sur toute la population est réalisée tous les cinq ans, les populations de référence des années intermédiaires étant quant à elles estimées par interpolation ou extrapolation. Pour la commune, le premier recensement exhaustif entrant dans le cadre du nouveau dispositif a été réalisé en 2006.

En 2022, la commune comptait 1 637 habitants, en évolution de −0,67 % par rapport à 2016 (Alpes-de-Haute-Provence : +2,84 %, France hors Mayotte : +2,11 %).
| 1765  | 1793  | 1800 | 1806  | 1821  | 1831  | 1836  | 1841  | 1846  |
| ----- | ----- | ---- | ----- | ----- | ----- | ----- | ----- | ----- |
| 1 095 | 1 109 | 980  | 1 135 | 1 176 | 1 278 | 1 366 | 1 269 | 1 222 |

| 1851  | 1856  | 1861  | 1866  | 1872 | 1876 | 1881 | 1886 | 1891 |
| ----- | ----- | ----- | ----- | ---- | ---- | ---- | ---- | ---- |
| 1 129 | 1 106 | 1 056 | 1 038 | 988  | 926  | 927  | 914  | 942  |

| 1896 | 1901 | 1906 | 1911 | 1921 | 1926 | 1931 | 1936 | 1946 |
| ---- | ---- | ---- | ---- | ---- | ---- | ---- | ---- | ---- |
| 882  | 761  | 778  | 722  | 654  | 683  | 627  | 658  | 747  |

| 1954 | 1962  | 1968  | 1975  | 1982  | 1990  | 1999  | 2006  | 2011  |
| ---- | ----- | ----- | ----- | ----- | ----- | ----- | ----- | ----- |
| 823  | 1 039 | 1 070 | 1 253 | 1 309 | 1 387 | 1 514 | 1 623 | 1 678 |

| 2016  | 2021  | 2022  | - | - | - | - | - | - |
| ----- | ----- | ----- | - | - | - | - | - | - |
| 1 648 | 1 638 | 1 637 | - | - | - | - | - | - |

L’histoire démographique de Volonne est marquée par un maximum de population en 1836, suivi immédiatement d’un mouvement de diminution, sans période d’ « étale » où la population serait restée à un niveau élevé. Cette diminution est lente et dure longtemps : c’est seulement dans les années 1920 que la commune perd la moitié de sa population de 1836. Le plus bas démographique est bref, puisque la population se remet à croître dès les années 1940, et que la population de Volonne dépasse son plus du XIXe siècle en 1990.

### Enseignement
La commune dispose d'une école maternelle et d'une école primaire publiques. Ensuite, les élèves sont affectés au collège Camille-Reymond de Château-Arnoux-Saint-Auban,, puis au lycée de la cité scolaire Paul-Arène de Sisteron,.

### Sports
La commune dispose d'équipements et d'association sportives assez variées : le Football club Volonnais crée en 1948, Judo club de Volonne, société de chasse, Rando'Aéro (planeur), Association Nature, Neige et Loisirs de Volonne (ANNL), Les Raquettes Volonnaises, Association Gymnastique Volontaire, la boule Volonnaise, Association Sportive des Pieds Cassés.
L'équipe du FC Volonne utilise le stade Richaud Tamietti d'une capacité de 1 500 spectateurs et éclairé.

### Culture
La commune dispose d'une bibliothèque, la Bibliothèque du Château. Les adhérents peuvent aussi emprunter des ouvrages à la Médiathèque de Château-Arnoux-Saint-Auban.

### Santé
Volonne dispose de médecins, d'un cabinet d'infirmiers, d'un cabinet dentaire, d'un Kinésithérapeute et d'une pharmacie. L'hôpital local des Mées est distant d'environ 9 km. Le Centre Hospitalier le plus proche est celui de Sisteron, à 12 km.

### Cultes
Jusqu’en 1729, la paroisse dépendait de l’archiprêtré de Provence, autrefois appelé Oultre-Durance, dans le diocèse de Gap. À la suite de l'établissement des conférences ecclésiastiques en 1686, l'archiprêtré de Provence était divisé en trois nouveaux archiprêtrés en 1729 et l’archiprêtré de Volonne est créé à ce moment-là. En 1749, les archiprêtrés sont à nouveau divisés, et celui de Volonne est conservé.
Le culte catholique est pratiqué, le secteur paroissial de Volonne regroupe les paroisses de Volonne et Sourribes, dans le diocèse de Digne, Riez et Sisteron.

## Économie

### Revenus de la population et fiscalité des ménages
En 2011, le revenu fiscal médian par ménage s'élevait à 26 486 € pour 728 ménages fiscaux, ce qui plaçait Volonne au 22 269e rang des communes de plus de 49 ménages en métropole.

### Population active
La population âgée de 15 à 64 ans s'élevait en 2007 à 991 personnes (938 en 1999), parmi lesquelles on comptait 71,2 % d'actifs dont 63,5 % ayant un emploi et 7,7 % de chômeurs (contre 9,2 % en 1999). En 2007, 24,9 % des actifs ayant un emploi et résidant dans la commune travaillaient à Volonne, 68,1 % dans une autre commune des Alpes-de-Haute-Provence, 5,8 % dans un autre département et 1 % dans une autre région.

### Agriculture

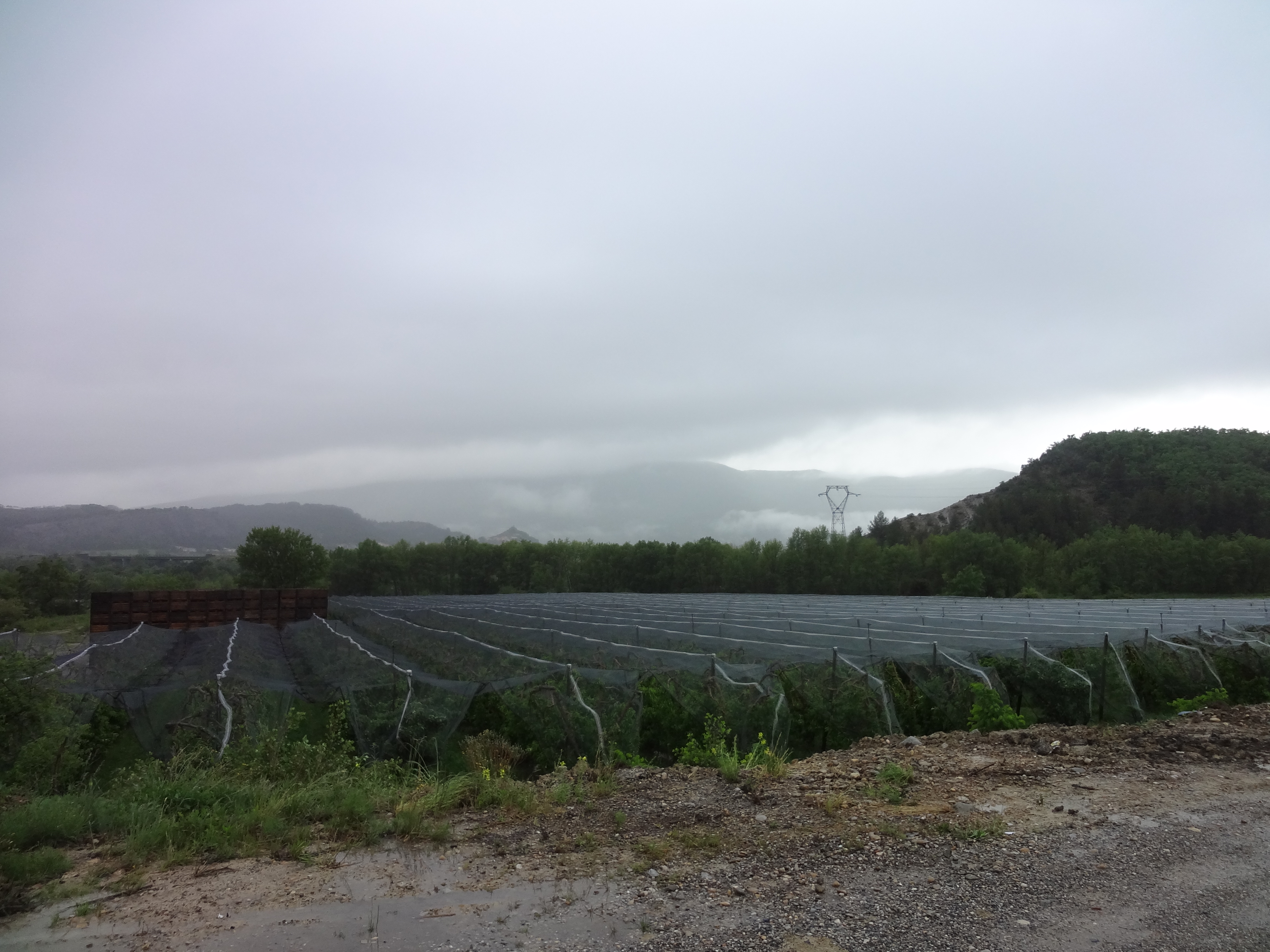
Arboriculture dans la vallée de la Durance, à Volonne.

Les agriculteurs de la commune de Volonne peuvent bénéficier de labels appellation d'origine contrôlée (AOC), dont le banon et de huit labels indication géographique protégée (IGP) (miel de Provence, agneau de Sisteron, alpes-de-haute-provence (IGP) blanc, rouge et rosé et VDP de Méditerranée blanc, rouge et rosé). Si au XIXe siècle, plusieurs dizaines d’hectares de vigne produisaient un vin destiné à l’autoconsommation et à la vente sur les marchés locaux, actuellement, il ne reste que quelques hectares exploités.
La culture de l’olivier est pratiquée dans la commune depuis des siècles, tout en étant limitée à des surfaces restreintes. Le terroir de Volonne se situe en effet à la limite altitudinale de l’arbre, qui ne peut que difficilement être exploité au-delà des 650 mètres. Au début du XIXe siècle, l’oliveraie communale occupait plusieurs dizaines d’hectares. Actuellement[Quand ?], on compte plusieurs milliers de pieds exploités. L’huile produite à partir des olives récoltées dans la commune bénéficie des AOC huile d’olive de Provence et huile d’olive de Haute-Provence.

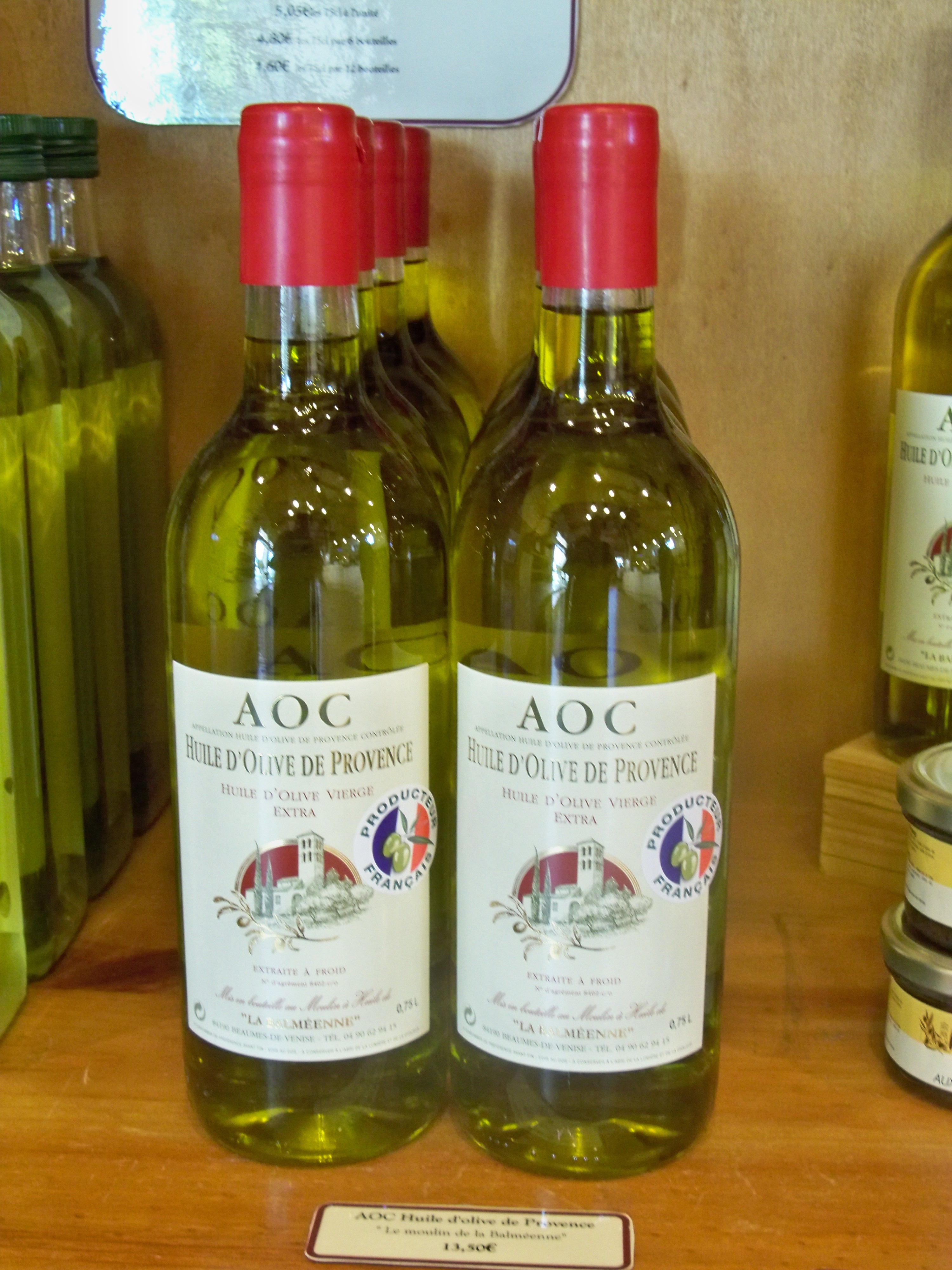
Huile de Provence AOC.
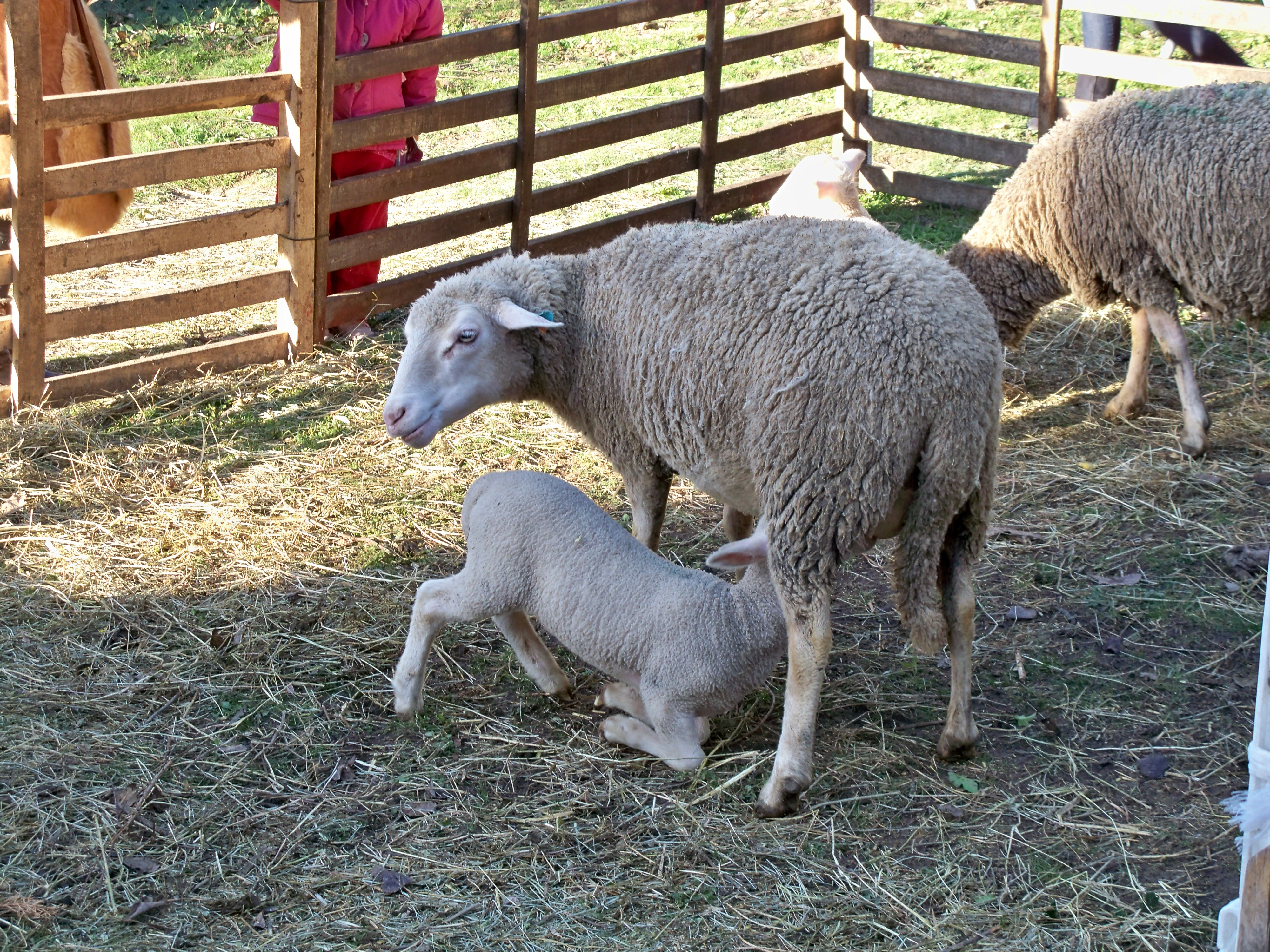
Agneau de Sisteron élevé sous sa mère.
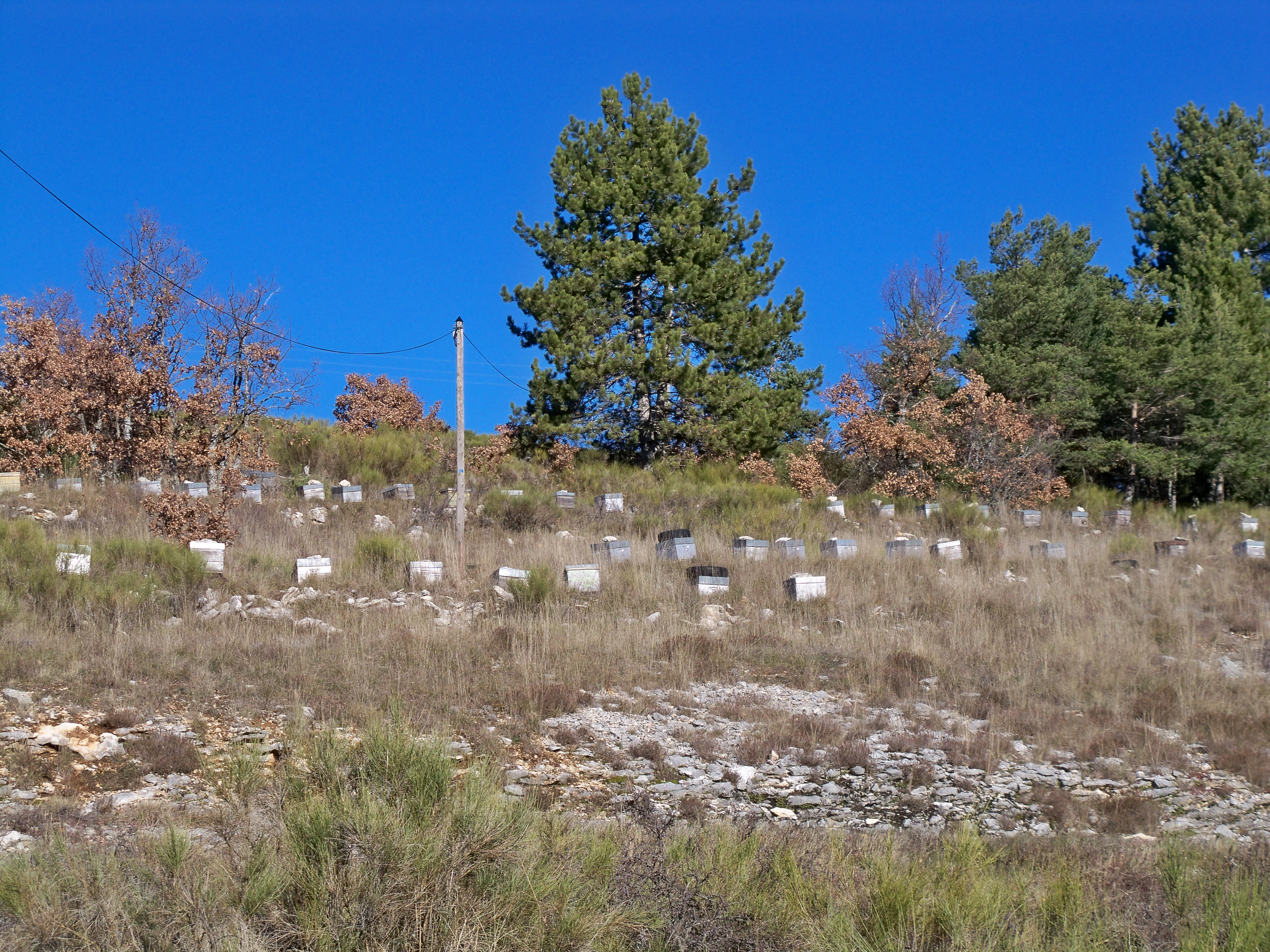
Ruches à la combe du Pommier.
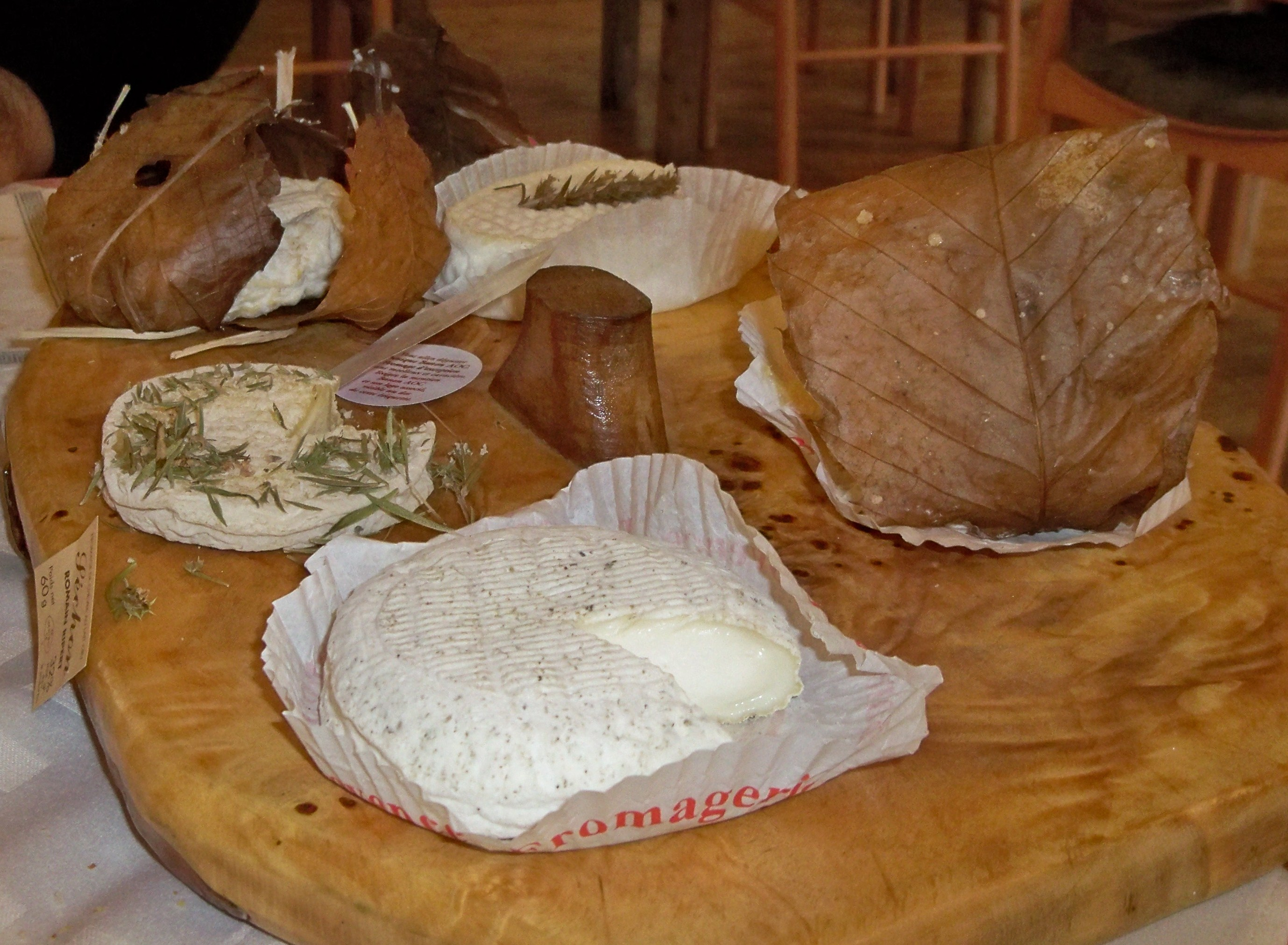
Plateau d'AOC banon dans un restaurant de Revest-du-Bion.

### Industrie et artisanat
Une entreprise d'électricité, de 10 salariés.

## Lieux et monuments

### Architecture civile

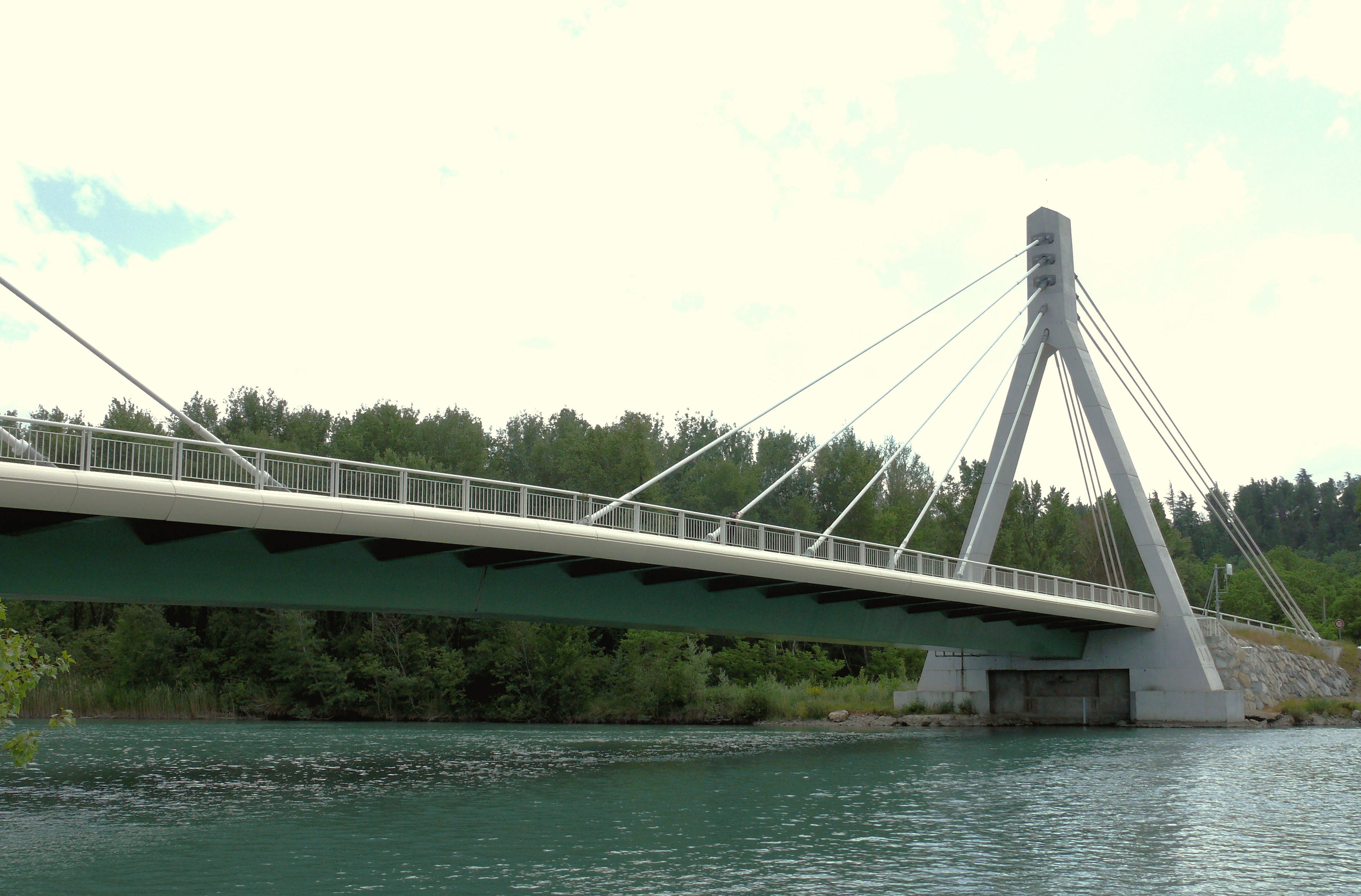
Pont sur la Durance

Volonne constitue un point de passage ancien de la Durance, et son pont sur la Durance a une histoire. Le premier pont suspendu est construit en 1846 : il a une seule travée de 99 m de long, et large de 3,9 m. Le pont étant construit par un entrepreneur privé, il est soumis à péage jusqu’en 1857. Le pont reste ensuite en usage sans modification majeure jusqu’en 1928 (avec de grosses réparations en 1857, 1885, 1886, 1898 et 1918). Le pont construit en 1928 est détruit par la Résistance en août 1944. Un troisième pont est construit en 1949, avec un tablier de 102 m de long et 4,4 m de large. Ce pont a été remplacé par un pont à haubans en 2006, avec un tablier de la même longueur (102 m), mais de 11 m large. Lors de la construction, les ingénieurs se sont servis de l’ancien pont comme point d’appui pour le nouveau.
La mairie est installée dans un château des XVIIe et XVIIIe siècles (début de la construction en 1609). Il est orné de magnifiques gypseries, des toutes premières années du XVIIe siècle : croisées d’ogives à culots et consoles ornés de feuillages du hall d’entrée, frontons ornés de monstres à têtes de femmes au-dessus des portes, ainsi que les voûtes en berceau au-dessus des escaliers ornées d’entrelacs, de vases de fleurs, de figures diverses ; enfin, un tableau en relief. Le château est un monument inscrit, alors que ses décors de gypseries sont classés.

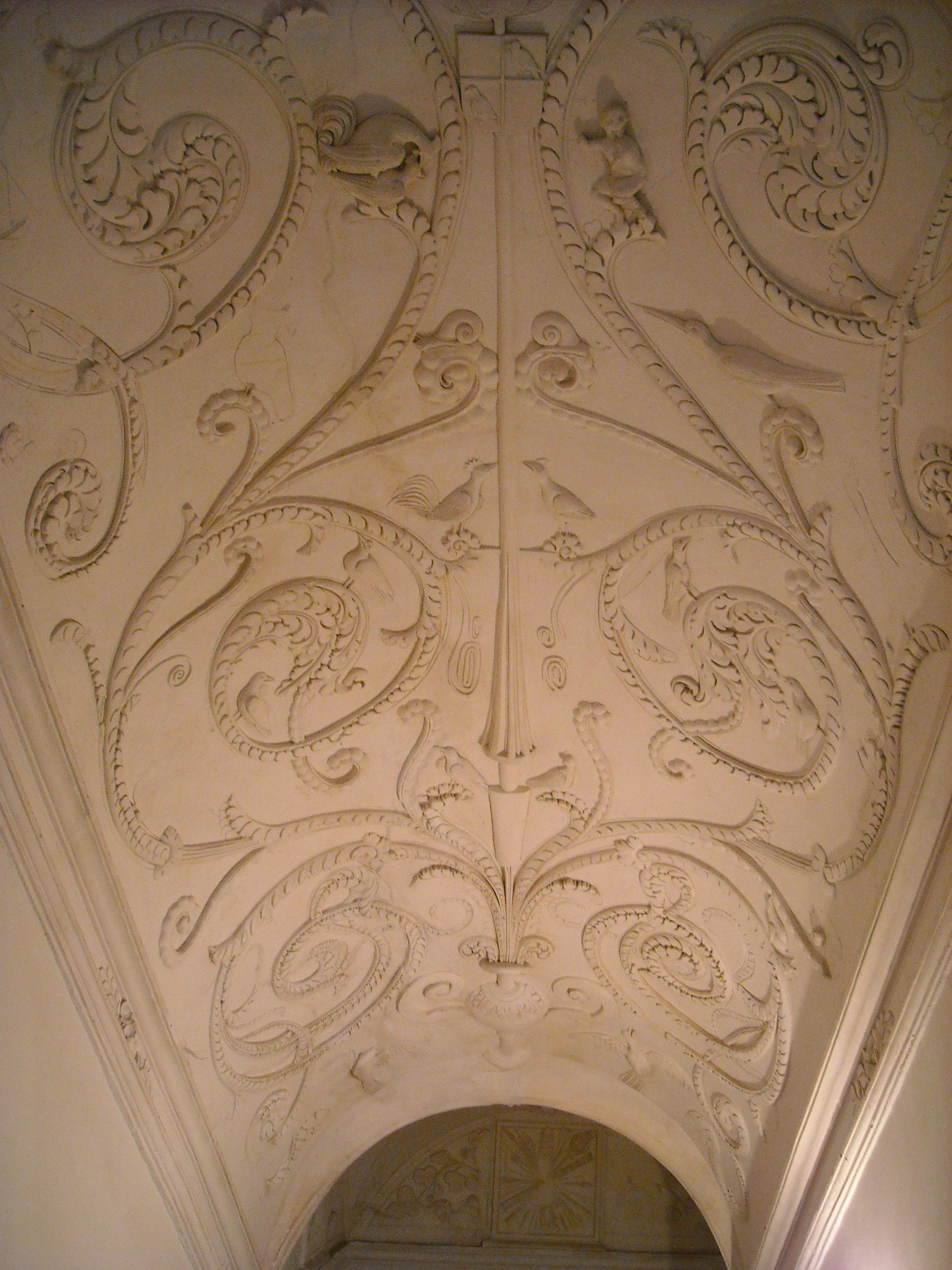
Gypserie de l'escalier
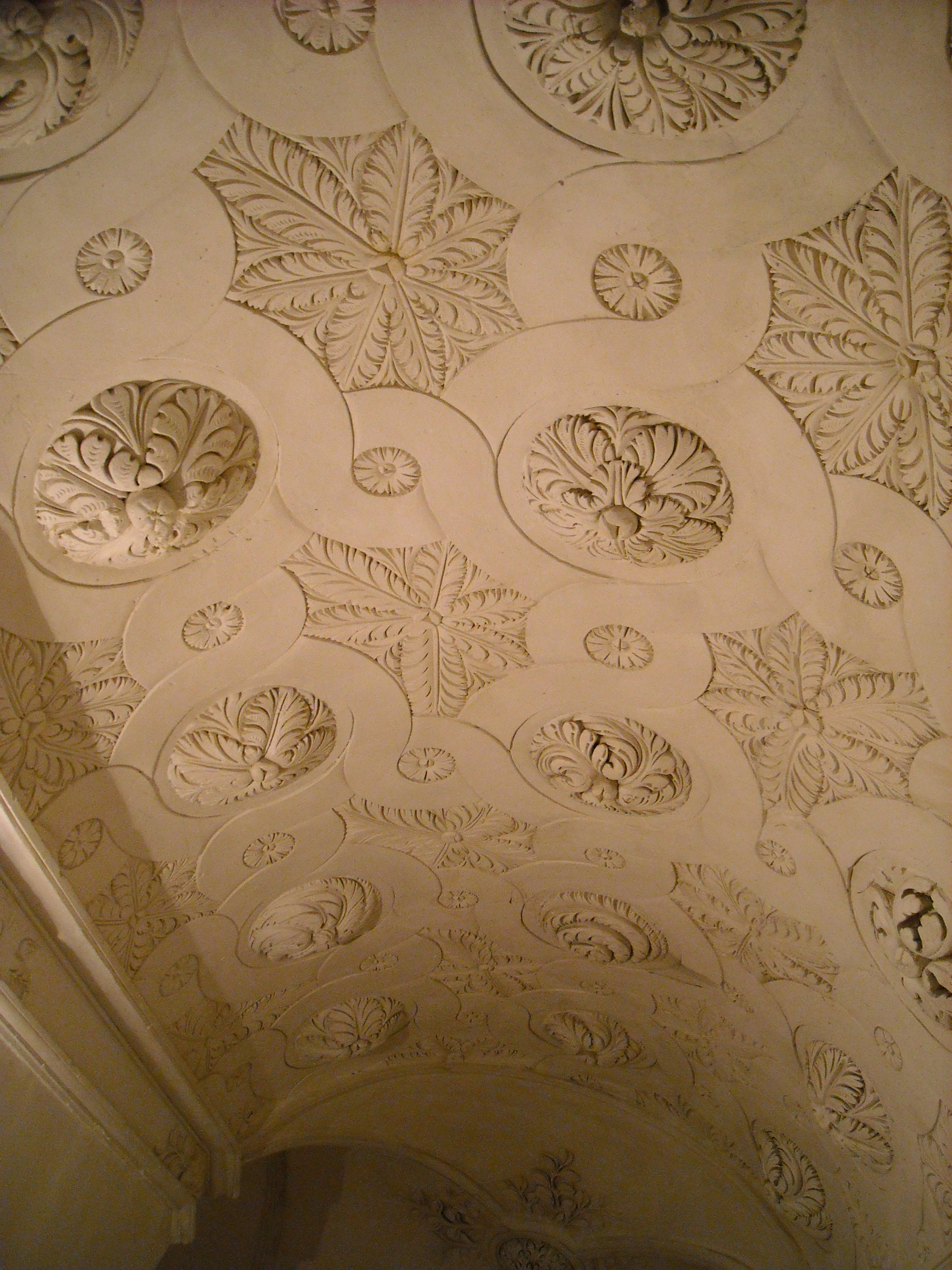
Gypserie du château

Un aqueduc part du village pour franchir un ravin ; sa datation est difficile (XIe siècle ou XVIe/XVIIe siècles) (le site de la commune mentionne le XVIIe siècle). Chemin de Salignac, une pierre funéraire date de l’époque antique et porte une épitaphe.
L’ancien moulin à huile dit « moulin Trabuc » abrite un petit musée de l’olive.
L’actuelle Grande Fontaine est construite lors de l’agrandissement de la place, en 1891, en remplacement de celle édifiée en 1612-1614. La fontaine du Béalage date de 1711, et a été légèrement déplacée dans les années 1920.
Le site de la commune signale encore la tour de l’Horloge, du XVIIe siècle.

### Architecture militaire
Une partie du système défensif subsiste : il s’agit du chemin de ronde (rue de la Liberté). Il s’élève en rampe à partir de la rue, puis passe à travers les maisons ou entre la maison et l’enceinte. Les deux tours qui dominent le village faisaient aussi partie de l’enceinte fortifiée.

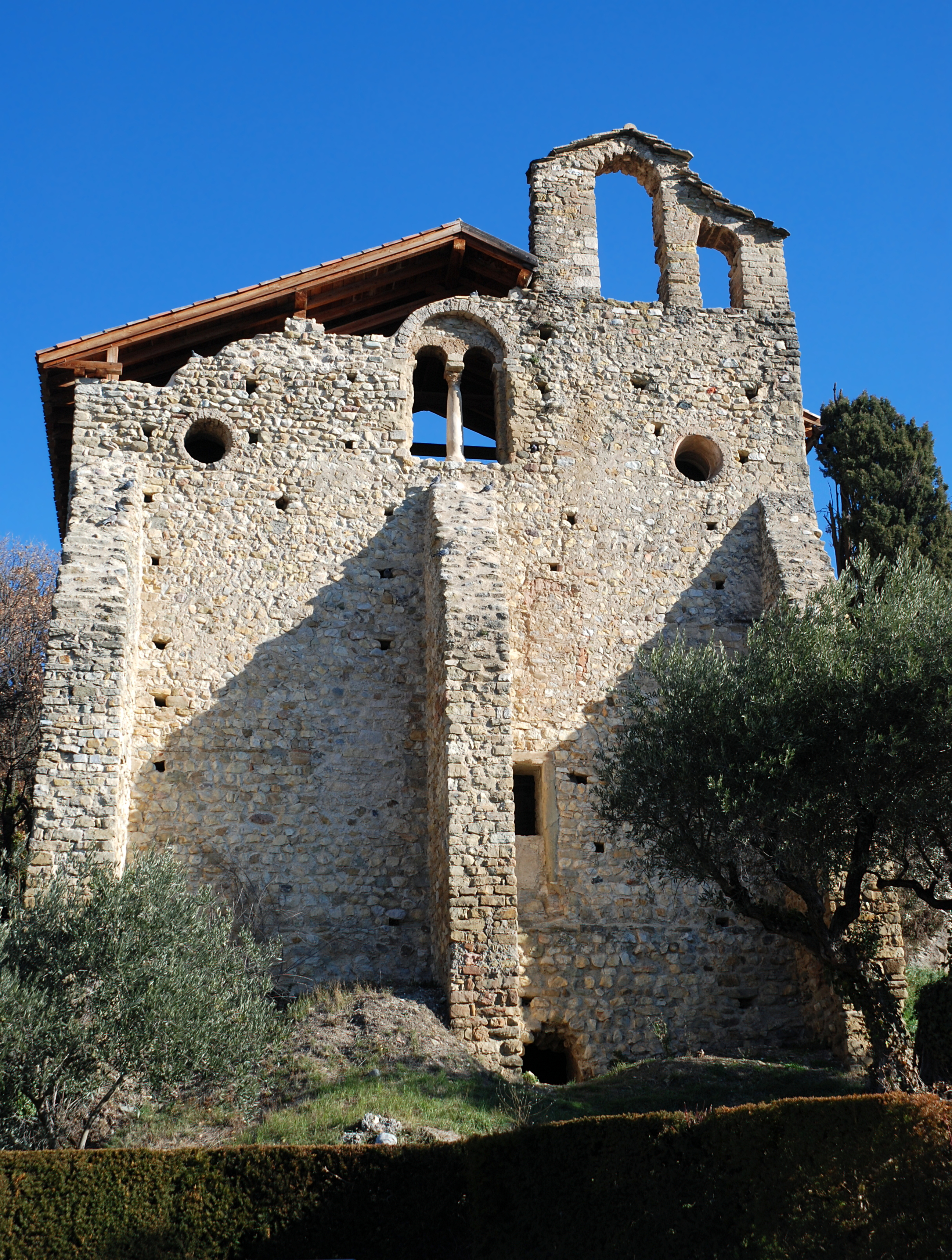
Église Saint-Martin de Volonne.

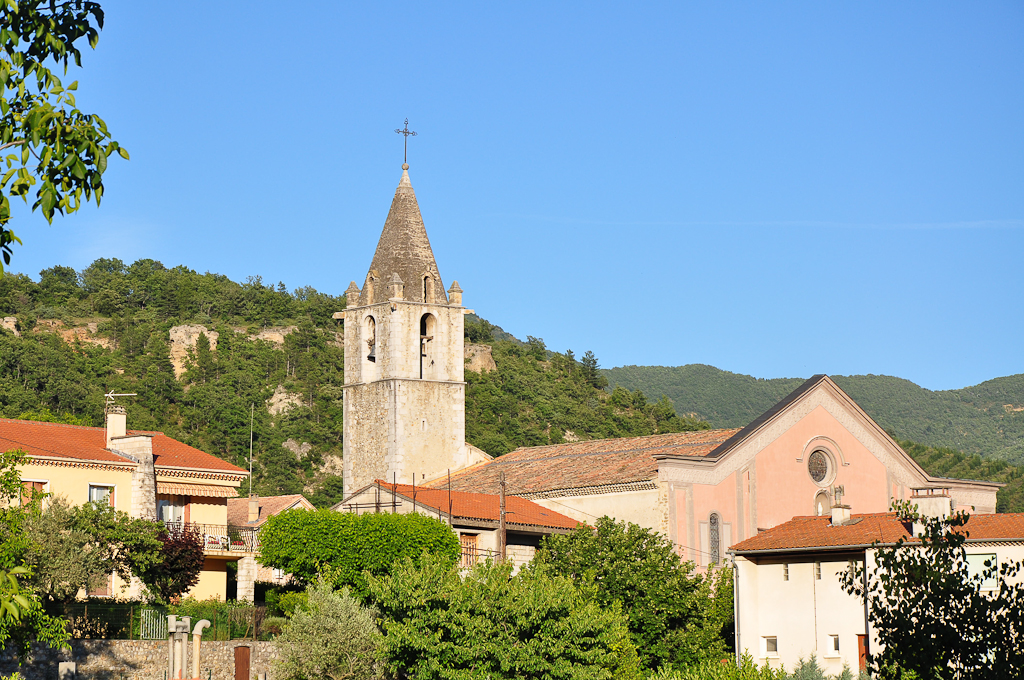
Volonne, église et village.

### Architecture religieuse
L’église Saint-Martin, au cimetière, est un spécimen de l’architecture du XIe siècle. Probablement construite après 1050, son histoire est mal connue : il est possible qu’elle ait d’abord été un prieuré (son nom serait Saint-Martin-de-Cornillon à cette époque), dépendant de Saint-Victor de Marseille, puis de la prévôté de Chardavon. Elle sert en tout cas d’église paroissiale au XVe siècle. Pendant les guerres de religion, elle est privée de couverture ; elle n’est refaite que dans la première moitié du XVIIe siècle. En 1830, un incendie détruit à nouveau la toiture, et elle reste dans cet état, la nef encombrée de débris, jusqu’à son signalement par Raymond Collier en 1965. Son classement comme monument historique, en 1971 a permis sa sauvegarde.
De plan basilical (très rare dans le département), elle possède une nef de cinq travées, avec deux bas-côtés de même longueur, qui conduisent à une abside et deux absidioles. Les dimensions dénotent une monumentalité inhabituelle : 24,6 m de long, 10,6 m de large. Elle n’a probablement jamais été voûtée, à la différence des absides, voûtées en cul-de-four, et probablement construites au XIIe siècle. Les pierres utilisées sont de toutes sortes : galets, moellons, grès vert ; les pierres d’angle sont parfois bien taillées. Les claveaux et les pierres des piliers sont soigneusement taillés.
La chapelle Saint-Jean-de-Taravon, très petite (elle est presque carrée), a une construction originale : la première travée, très courte, forme une tribune ; les piliers qui la séparent de la travée suivante sont à chapiteaux corinthiens (peut-être des remplois) ; la travée suivante forme le chœur, entouré de trois murs plats à arcatures aveugles. Les murs sont du XIIe siècle, et la chapelle a été remaniée en 1768 (pour diminuer sa taille), lorsque sa voûte a été refaite, et en 1889. Ce plan est à rapprocher de celui des églises wisigothiques du nord de l’Espagne, construites au VIIe siècle, ce qui permet de dater la fondation de la chapelle de la fin du Ier millénaire. La chapelle et le sol des parcelles qui l’entourent sont des monuments inscrits.
L’église Notre-Dame-des-Salles, qui appartenait au monastère augustin, est l’église paroissiale depuis 1700. Bien que l’établissement soit ancien, dans son état actuel, il est le résultat de la reconstruction qui a suivi l’incendie allumé par les protestants en 1564, reconstruction dont l’essentiel s’est fait au début du XVIIe siècle. La nef, de trois travées, n’est plus couverte par une voûte (effondrée). Le chœur et une travée du collatéral nord conservent des voûtes sous croisée d’ogives qui peuvent dater de l’ancienne église. Le clocher date peut-être lui aussi de l’ancien état, dans son style alpestre caractéristique (flèche en pierre, encadrée de quatre pyramidions et de quatre gargouilles).
La chapelle des Pénitents, dans le village, est construite dans les premières années du XVIIIe siècle : voûtée d’arêtes, l’appareillage imite la croisée d’ogives.
Le prieuré Saint-Jean-de-Taravon est inscrit au titre des monuments historiques en 1992.

## Personnalités liées à la commune
- Étienne Parfait Martin Maurel de Mons (né en 1752 à Aix-en-Provence, mort en 1830 à Avignon), ecclésiastique qui passa ses premières années à Volonne.
- Jacques Paulon (1824-1891), né à Volonne, député en 1880.

### Héraldique
| Blason de Volonne | Blason  | De gueules à deux lettres capitales V dont l'une renversée, entrelacées d'or, enfermant une croisette d'argent posée en cœur,. |
| Blason de Volonne | Détails | Le statut officiel du blason reste à déterminer.                                                                               |